# Christian Mattiello
Christian Mattiello, né le 15 mars 1962 à Briey (Meurthe-et-Moselle), est un footballeur français reconverti entraîneur.

## Biographie

### Joueur
Christian Mattiello est formé à l’INF Vichy. Le gardien de but est recruté à La Berrichonne de Châteauroux par Philippe Leroux, alors à la tête de la section sports-études. Il est d'abord le n°2 derrière Serge Allary, avant de supplanter Alain Palma en tant que titulaire. Les supporters le surnomment alors « el gato » (le chat) en rapport à sa manière de bondir dans les pieds des attaquants. En 1985, il quitte la Berri pour garder les buts de Louhans-Cuiseaux après 5 saisons en Division 2.
Parti en D3, le tout nouveau club bourguignon obtient la montée dès la première saison et Mattiello retrouve la D2 lors de l'exercice 1986-1987. Au terme de la saison, il rejoint le CO Saint-Dizier pour un an en D2 puis va terminer sa carrière au Perpignan FC en D3 (1988-1991).

### Entraîneur
Ancien gardien de but, notamment à La Berrichonne de Châteauroux (1980-1985), Christian Mattiello commence sa carrière d'entraîneur comme adjoint en Division 2, là où il termine celle de joueur, au Perpignan FC. En mars 1997, il devient entraîneur en chef, poste qu'il quitte à la fin de saison. 
Mattiello devient alors recruteur pour le RC Strasbourg jusqu'en 2001 puis entraîneur de la réserve pour la deuxième moitié de la saison 2000-2001 et enfin entraîneur adjoint la saison suivante.
Il enchaîne ensuite les clubs avec Yvon Pouliquen rencontré à Strasbourg avant de le suivre à Lorient, Guingamp, Grenoble et Metz. À la suite du départ de Pouliquen en 2010, il reste en Lorraine où il seconde Joël Muller, Dominique Bijotat et Albert Cartier. Il effectue par la suite une année au Perpignan Canet Football Club, avant de revenir à Châteauroux lors de la saison 2013-2014 aux côtés de Didier Tholot puis de Jean-Louis Garcia,.
En fin de contrat avec le club castelroussin, Christian Mattiello s'engage avec l'US Orléans comme adjoint d'Olivier Frapolli. « À partir du moment où le recrutement d'un adjoint a été validé par les présidents, Christian était mon premier choix », avoue Frapolli. À ses débuts sur le banc à Perpignan, au milieu des années 1990, Mattiello a dans ses rangs un certain Olivier Frapolli. « Depuis, on est resté en contact, on se téléphone régulièrement pour avoir des infos sur des joueurs, des équipes », explique l'entraîneur orléanais. Titulaire des diplômes d'entraîneur (DEF) mais aussi ceux de préparateur physique et de formateur, Christian Mattiello est également chargé de la vidéo. 
Le 25 août 2015, il est nommé entraîneur de l'Avenir Foot Lozère, à Mende, qui évolue alors en Division d'Honneur.
De décembre 2015 à juin 2019 il est le directeur du centre de formation du Nîmes Olympique. Il occupe le même poste à partir de 2020 à l'AS Nancy-Lorraine.
L'année 2023 marque son retour au Canet Roussillon Football Club. Il devient entraîneur de l'équipe 1 en milieu de saison 2023-2024, et sécurise le maintien en national 3 du club, secondé par Mathieu Puig. Sa double activité dans le monde agricole lui vaut d'être surnommé « l'arboriculteur-entraîneur » dans la presse régionale. 